# Мост через Вэй
Мост через Вэй (渭南渭河特大桥) является частью действующей Чжэнчжоуской высокоскоростной железнодорожной линии, которая соединяет города Чжэнчжоу и Сиань в Китайской Народной Республике. Общая длина моста составляет 79 732 м. Мост пересекает реку Вэй дважды. Мост пересекает также другие реки, автомобильные и железные дороги.
Строительство моста было закончено в 2008 году, но его открытие состоялось вместе с открытием железнодорожной линией 6 февраля 2010 года.